# Diskografie Micka Ronsona
Diskografie Micka Ronsona sestává z vydaných nahrávek, na nichž se tento hudebník za svého života (1946–1993) podílel. V první polovině sedmdesátých let hrál se zpěvákem Davidem Bowiem a po odchodu z jeho kapely zahájil sólovou kariéru, během níž vydal dvě alba (posmrtně vyšlo jeho třetí sólové album). Dále řadu let spolupracoval se zpěvákem Ianem Hunterem a jako instrumentalista či producent se podílel na velkém množství alb dalších umělců.

## Sólová alba

### Studiová alba
| Rok  | Název                    | Vydavatelství |
| ---- | ------------------------ | ------------- |
| 1974 | Slaughter on 10th Avenue | RCA Records   |
| 1975 | Play Don't Worry         | RCA Records   |
| 1994 | Heaven and Hull          | Epic Records  |

### Ostatní alba
| Rok  | Název          | Vydavatelství    | Poznámky                                                         |
| ---- | -------------- | ---------------- | ---------------------------------------------------------------- |
| 1999 | Just Like This | Burning Airlines | Nevydané nahrávky z let 1976–1977.                               |
| 1999 | Showtime       | NMC              | Koncertní nahrávky z let 1976–1989.                              |
| 2001 | Indian Summer  | Burning Airlines | Soundtrack k nikdy nenatočenému filmu, nahrávky z let 1981–1982. |

## Podíl na albech jiných interpretů
| Rok  | Název                                                         | Interpret              | Vydavatelství            | Příspěvek                                                                      |
| ---- | ------------------------------------------------------------- | ---------------------- | ------------------------ | ------------------------------------------------------------------------------ |
| 1970 | Fully Qualified Survivor                                      | Michael Chapman        | Harvest Records          | Kytara                                                                         |
| 1970 | The Man Who Sold the World                                    | David Bowie            | RCA Records              | Kytara, doprovodné vokály                                                      |
| 1971 | Hunky Dory                                                    | David Bowie            | RCA Records              | Kytara, zpěv, mellotron, aranžmá                                               |
| 1972 | Bustin' Out                                                   | Pure Prairie League    | RCA Records              | Aranžmá, doprovodné vokály                                                     |
| 1972 | Transformer                                                   | Lou Reed               | RCA Records              | Kytara, klavír, zobcová flétna, aranžmá, produkce                              |
| 1972 | All the Young Dudes                                           | Mott the Hoople        | Columbia Records         | Aranžmá                                                                        |
| 1972 | The Rise and Fall of Ziggy Stardust and the Spiders from Mars | David Bowie            | RCA Records              | Kytara, doprovodné vokály, klavír, klávesy, aranžmá                            |
| 1973 | Aladdin Sane                                                  | David Bowie            | RCA Records              | Kytara, klavír, zpěv                                                           |
| 1973 | Pin Ups                                                       | David Bowie            | RCA Records              | Kytara, klavír, zpěv, aranžmá                                                  |
| 1973 | Weren't Born a Man                                            | Dana Gillespie         | RCA Records              | Kytara, produkce                                                               |
| 1974 | First Starring Role                                           | Bob Sargeant           | RCA Records              | Aranžmá, produkce, zobcová flétna                                              |
| 1975 | Ian Hunter                                                    | Ian Hunter             | Columbia Records         | Produkce, aranžmá, kytara, varhany, mellotron, baskytara                       |
| 1976 | Cardiff Rose                                                  | Roger McGuinn          | Columbia Records         | Produkce, kytara, akordeon, klavír, varhany, harmonika, perkuse, zpěv          |
| 1976 | Lasso from El Paso                                            | Kinky Friedman         | Epic Records             | Kytara                                                                         |
| 1976 | Chestnut Street Incident                                      | Johnny Cougar          | MCA Records              | Kytara                                                                         |
| 1977 | The Man Who Hated Mornings                                    | Michael Chapman        | Decca Records            | Kytara                                                                         |
| 1977 | Topaz                                                         | Topaz                  | Columbia Records         | Nekonkretizovaný nástroj                                                       |
| 1978 | „Quick Joey Small (Run Joey Run)“ (singl)                     | Slaughter & the Dogs   | Decca Records            | Kytara                                                                         |
| 1978 | X-Dreams                                                      | Annette Peacock        | Aura                     | Kytara                                                                         |
| 1978 | Thank God for Girls                                           | Benny Mardones         | Private Stock            | Kytara                                                                         |
| 1978 | Ghosts of Princes in Towers                                   | Rick Kids              | EMI Records              | Produkce                                                                       |
| 1979 | You're Never Alone with a Schizophrenic                       | Ian Hunter             | Chrysalis Records        | Produkce, kytara, zpěv, doprovodné vokály, perkuse                             |
| 1979 | Nightout                                                      | Ellen Foley            | Epic Records             | Produkce, aranžmá, kytara, klávesy, perkuse, doprovodné vokály                 |
| 1979 | …and I Mean It!                                               | Genya Ravan            | 20th Century Fox Records | Kytara                                                                         |
| 1979 | In Style                                                      | David Johansen         | Epic Records             | Produkce, aranžmá, kytara                                                      |
| 1980 | Have a Good Time but Get Out Alive!                           | Iron City Houserockers | MCA Records              | Produkce, klavír, mandolína                                                    |
| 1980 | Some People                                                   | Johnny Average Band    | Bearsville               | Kytara                                                                         |
| 1981 | Short Back 'n' Sides                                          | Ian Hunter             | Chrysalis Records        | Produkce, kytara, klávesy, zpěv                                                |
| 1981 | Dead Ringer                                                   | Meat Loaf              | Epic Records             | Kytara                                                                         |
| 1982 | No Stranger to Danger                                         | Payola$                | A&M Records              | Produkce, klávesy, zpěv                                                        |
| 1983 | Hammer on a Drum                                              | Payola$                | A&M Records              | Produkce, klávesy, doprovodné vokály                                           |
| 1983 | Proof Through the Night                                       | T-Bone Burnett         | Warner Bros. Records     | Nekonkretizovaný nástroj                                                       |
| 1983 | Perfect Affair                                                | Perfect Affair         | Attic                    | Kytara, zpěv, produkce (základ)                                                |
| 1983 | All of the Good Ones Are Taken                                | Ian Hunter             | Columbia Records         | Kytara                                                                         |
| 1983 | Internal Exile                                                | Los Illegals           | A&M Records              | Produkce                                                                       |
| 1984 | Whomanfoursays                                                | Dalbello               | Capitol Records          | Produkce, kytara, baskytara, klávesy                                           |
| 1985 | Some Strange Fashion                                          | One the Juggler        | RCA Records              | Produkce, kytara, klávesy, bicí, doprovodné vokály                             |
| 1985 | Cast the First Stone                                          | Urgent                 | Manhattan Records        | Produkce, klávesy, kytara                                                      |
| 1986 | Love and Danger                                               | Arco Valley            | D.E.A.                   | Produkce, baskytara, klavír, klávesy, doprovodné vokály, aranžmá               |
| 1986 | Kiss and Tell                                                 | Kiss That              | Chrysalis Records        | Produkce                                                                       |
| 1987 | Hard Times on Easy Street                                     | David Lynn Jones       | Mercury Records          | Produkce, nekonkretizovaný nástroj                                             |
| 1987 | Canto Pagano                                                  | Moda                   | IRA Records              | Produkce, aranžmá, kytara                                                      |
| 1988 | Arco Valley                                                   | Andi Sex Gang          | Jungle Records           | Produkce, aranžmá, kytara, klávesy, klavír, doprovodné vokály                  |
| 1988 | The Price of Progression                                      | The Toll               | Geffen Records           | Kytara                                                                         |
| 1989 | YUI Orta                                                      | Ian Hunter             | Mercury Records          | Kytara, doprovodné vokály                                                      |
| 1990 | Pleasure Ground                                               | The Fatal Flowers      | Mercury Records          | Produkce                                                                       |
| 1991 | Strange Afternoon                                             | Secret Mission         | EMI Records              | Produkce, kytara, baskytara, syntezátor, varhany, tamburína, doprovodné vokály |
| 1991 | Nun Permanent                                                 | The Leather Nun        | Wire Records             | Produkce, kytara, klávesy                                                      |
| 1991 | The Wonderful World of D. Finn                                | Dag Finn               | Mercury Records          | Kytara                                                                         |
| 1992 | Your Arsenal                                                  | Morrissey              | HMV                      | Produkce                                                                       |
| 1993 | Earth vs the Wildhearts                                       | The Wildhearts         | East West Records        | Kytara                                                                         |
| 1993 | Black Tie White Noise                                         | David Bowie            | Arista Records           | Kytara                                                                         |
| 1994 | The Vital Spark                                               | Randy VanWarmer        | Alias Records            | Kytara                                                                         |